# Smugglarstek

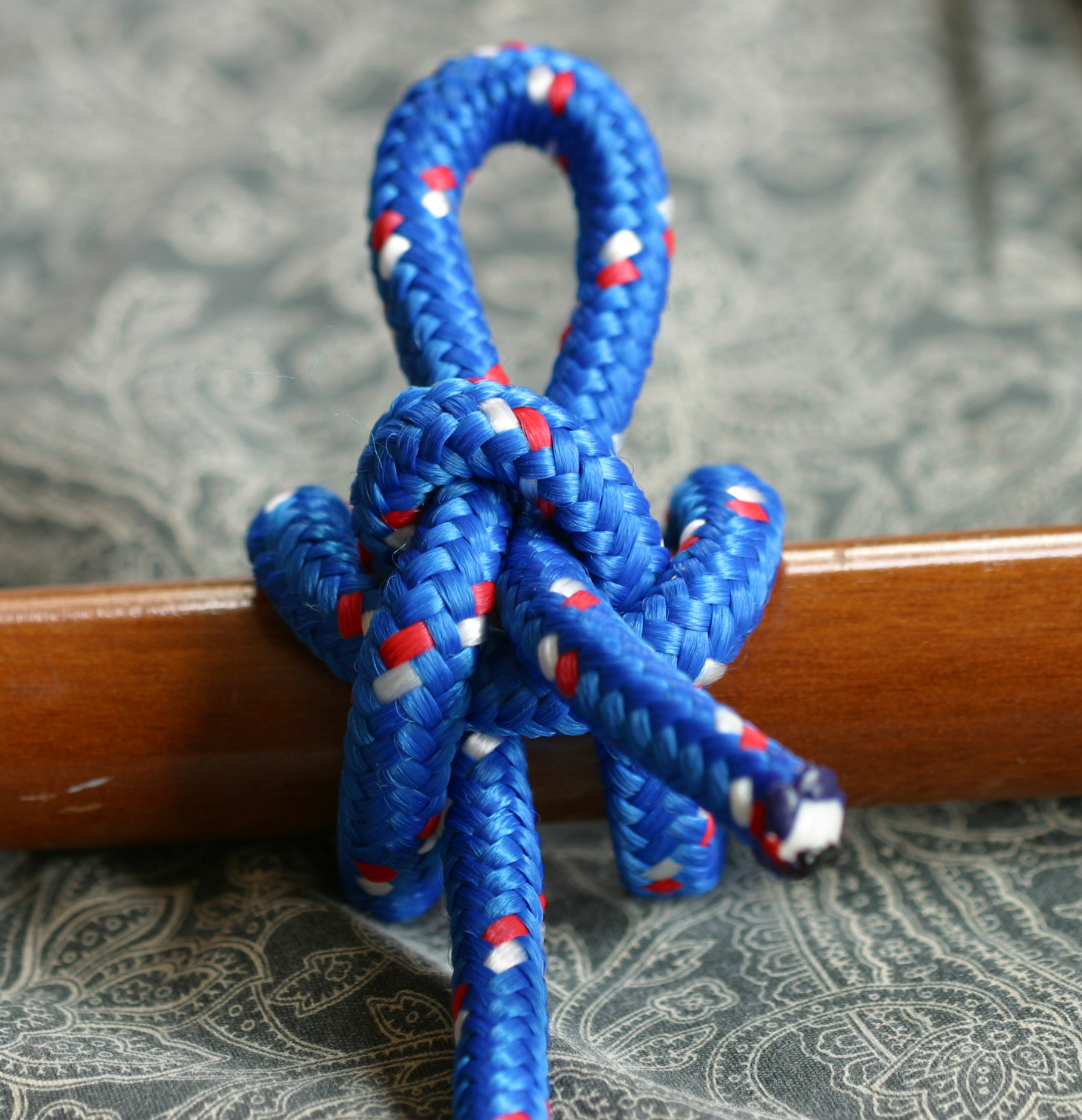
Smugglarstek.

Smugglarstek (även Highwayman's hitch eller Dick Turpin-knop) är en knop avsedd för att temporärt binda något man sedan snabbt och enkelt vill kunna lossa. Knopen kan lösas upp genom att dra i den ena änden (detta fungerar även då tampen är belastad).